# 東京医科歯科大学2号館

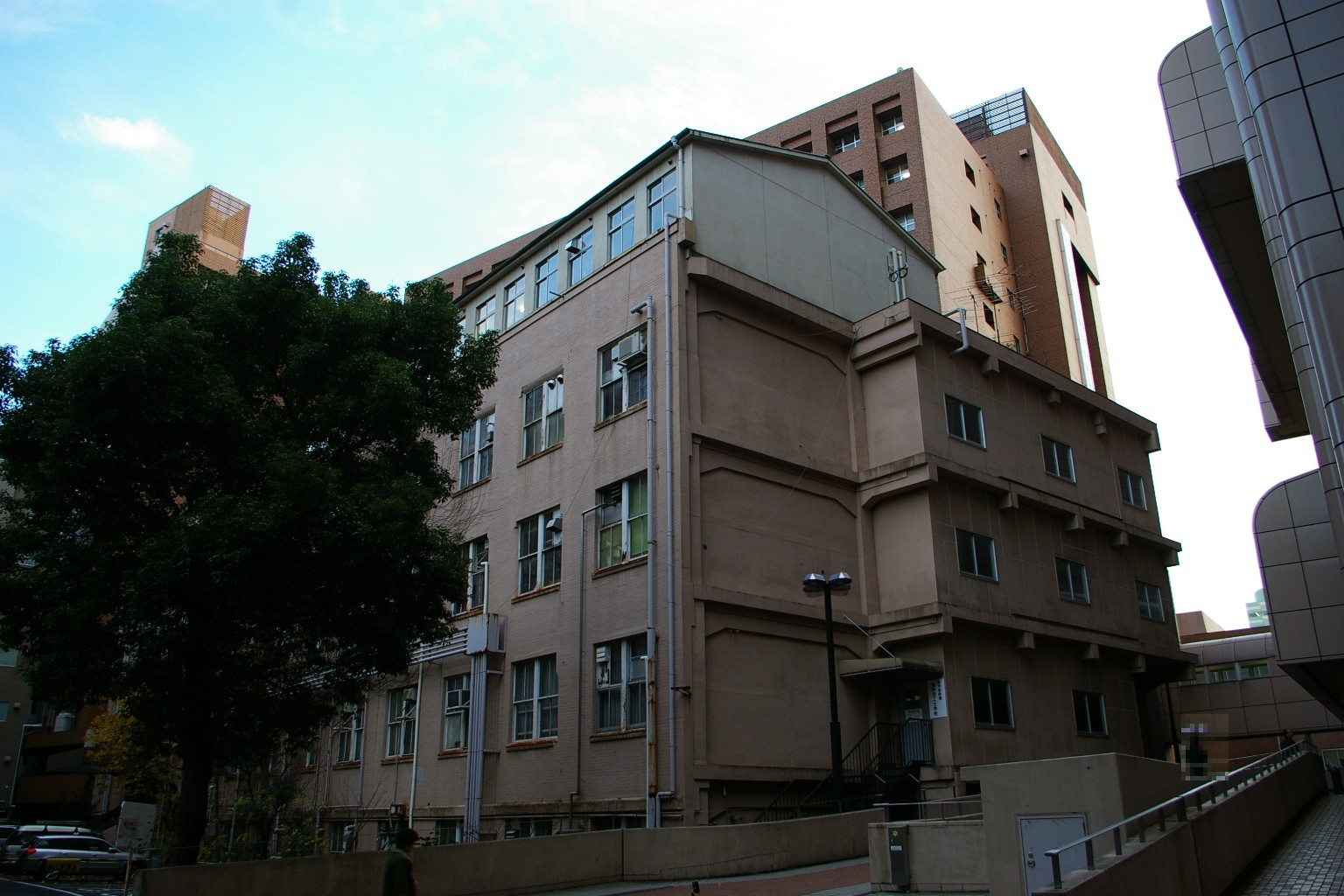
2号館

東京医科歯科大学2号館（とうきょういかしかだいがくにごうかん）は、1935年（昭和10年）に竣工した東京医科歯科大学の旧本館（現2号館）。

## 概要

### 竣工
1935年（昭和10年）7月19日竣工した、東京医科歯科大学の旧本館、1945年（昭和20年）3月10日東京大空襲時に木造の付属医院等はすべて焼失したが、旧本館（現2号館）は消失を逃れた。

### 本部移転
1959年（昭和34年）8月、新1号館（管理棟）が正門と旧本館（現2号館）の間の位置に竣工されると、本部施設は移転し、新1号館（管理棟）に合わせて正門は西に約30ｍ移動した、また、後年　歯科新棟と医科新棟の竣工に伴い、2号館の東部分及び西部分は大きく取り壊された。

### 略歴
1935年（昭和10年）7月19日、東京医科歯科大学本館として竣工。
1959年（昭和34年）8月、本館としての務めが新1号館（管理棟）に移行する。
2021年（令和3年）6月、2号館（歯科技工士学校）として現存する東京医科歯科大学の最古の建築物。